# Mary Got No Lamb
Mary Got No Lamb (Mary nemá žádné jehně) je skladba německé hudební skupiny Scooter. Jako singl vyšla 6. května 2016 v přepracované verzi (58. singl kapely). Je třetím singlem z alba Ace. Singl byl vydán pouze jako digitální download.
Nová verze skladby se příliš neliší od albové. Kompozice je stejná, tón hlasu v refrénu a jednotlivé melodie jsou mírně pozměněny a kompletně přezpívány vokály (text zůstal zachován, přidáno pouze pár hlášek).
Na obálce singlu sedí slečna na pohovce. Na sobě má masku ovečky a kolem ní jsou jehňátka. Obrázek tak tematicky ladí k názvu singlu. Pozadí je černé s bílými fleky značícími opotřebování obalu.
Videoklip je oproti předchozímu Oi opět pro skupinu typický - záběry z koncertu, tančící dívky, žádný děj. Zajímavé je ovšem účinkování karet v klipu, které jsou součástí limitované edice alba Ace.

## Seznam skladeb

### Digitální download
1. Single Edit - (3:28)
2. Arena Mix - (4:23)
3. Extended - (4:24)